# Jean Jacquinet
Pour les articles homonymes, voir Jacquinet.
Jean Victor Joseph Jacquinet, né le 9 mars 1874 à Marseille et mort à une date indéterminée après février 1936, est un mime, acteur et réalisateur français.
Il tourna dans une cinquantaine de films à l'époque du muet entre 1909 et 1929.

## Biographie
Jean Jacquinet a été l'élève du mime Louis Rouffe (1849-1885). À partir de 1909, il commence une carrière au cinéma, qu'il poursuit pendant une vingtaine d'années, et qui cesse avec l'avènement du cinéma parlant. Il tourne avec des réalisateurs tels que Camille de Morlhon, Henri Andréani, Georges Denola, Albert Capellani, Michel Carré, Louis Feuillade, Léonce Perret ou Abel Gance.
En 1911, il réalise son unique film — Pierrot mystifié — une pantomime qui met en scène les relations amoureuses entre Colombine, un Arlequin rusé et un Pierrot naïf, reprenant le rôle qu'il interprétait l'année précédente dans le film Les Fiancés de Colombine de Georges Denola.
Après un dernier rôle dans un film muet de Maurice Mariaud Le Secret du cargo sorti en 1929, il disparaît des plateaux de cinéma sans doute victime de l'arrivée du parlant auquel il n'aura pas pu s'adapter. Il avait alors 55 ans et était marié depuis août 1905 à l'actrice Delphine Renot. On sait qu'ensuite, devenu veuf en juillet 1927, il se remariera à Marseille en décembre 1932.
En février 1936, il est nommé officier de l'Instruction publique pour services rendus à l'art cinématographique, puis on perd sa trace. Il avait alors 62 ans et était domicilié à Marseille, vallon de l'Oriol.

## Distinctions
- Officier d'Académie (arrêté ministériel du 7 mars 1908)[4].
- Officier de l'Instruction publique (arrêté ministériel du 6 février 1936)[5].

## Carrière au théâtre
Comme acteur
- 1907 : Le Noël de Pierrot, mimodrame en 3 actes de Fernand Beissier, musique de Vittorio Monti, au théâtre Grévin (2 janvier) : Jacques. Reprise aux Bouffes-Parisiens le 15 décembre 1912.
- 1908 : Yamina, légende arabe mimée en 1 acte de Jacques Monnier, musique de Vittorio Monti, mise en scène de Jean Jacquinet, au Palais des Beaux-Arts de Monte Carlo (10 mars), au casino de Beausoleil (12 mars) et à l'Alcazar de Paris (1er juin) : Ahmed[6].
- 1926 : Le Testament, mimodrame en 1 acte de Xavier Privas, au théâtre Buffalo de Montrouge (décembre)

Comme auteur
- 1916 : Patriotisme, drame en 1 acte avec la collaboration de Nora Jonuxi, à l'Eldorado de Marseille (9 juillet).

## Carrière au cinéma
Comme acteur
- 1909 : Le Roman de l'écuyère de Camille de Morlhon : le clown Toddie
- 1909 : Le Joueur d'Alfred Masson-Forestier
- 1910 : Les Angoisses artistiques de Thélos (réalisateur anonyme) : Thélos
- 1910 : Le Bon patron de Camille de Morlhon : le contremaître
- 1910 : Cagliostro, aventurier, chimiste et magicien de Camille de Morlhon : Cagliostro
- 1910 : La Coquetterie de Rose  (réalisateur anonyme) : le marchand de chansons
- 1910 : Messaline de Ferdinand Zecca et Henri Andréani : l'empereur Claude
- 1910 : Le Tyran de Jérusalem  de Camille de Morlhon : Aladin
- 1910 : Au Temps des pharaons de Gaston Velle : Ramsès
- 1910 : Les Fiancés de Colombine de Georges Denola : Pierrot
- 1910 : Le Gros péché de la petite Marthe (réalisateur anonyme) : le fermier Ambroise
- 1910 : Fouquet, l'homme au masque de fer de Camille de Morlhon
- 1910 : Athalie d'Albert Capellani : Athalie
- 1911 : Le Violon de grand-père de Michel Carré : le bûcheron
- 1911 : Le Roman d'une pauvre fille de Gérard Bourgeois
- 1911 : Pierrot mystifié de et avec Jean Jacquinet : Pierrot
- 1911 : La Jacquerie d'Henri Pouctal : Jacques Bonhomme
- 1911 : Moïse sauvé des eaux de Henri Andréani : Amran
- 1911 : La Rançon du roi Jean de Camille de Morlhon : l'aubergiste
- 1911 : Les Bottes de Kouba de Georges Denola
- 1911 : La Savelli de Camille de Morlhon : le comte de Romagna
- 1911 : Henri IV et le Bûcheron de Georges Denola
- 1912 : La Conquête du bonheur de Gérard Bourgeois
- 1912 : Le Réprouvé de René Leprince : Cachaprès
- 1912 : La Fièvre de l’or de Ferdinand Zecca et René Leprince
- 1912 : Le Miracle de Noël (réalisateur anonyme)
- 1912 : Les Mystères de Paris d'Albert Capellani
- 1913 : La Broyeuse de cœurs de Camille de Morlhon : Nuovita
- 1913 : Le geste qui accuse de Brada : le père et le fils Martel
- 1913 : Germinal d'Albert Capellani : Martin Chaval
- 1913 : Le Fils de Lagardère de Henri Andréani : Henri de Lagardère
- 1913 : L'Enfant de la folle de Georges Denola : Pierre, le vannier
- 1913 : Jeanne la maudite de Georges Denola : Jean Gauthier
- 1914 : Le Chevalier de Maison-Rouge d'Albert Capellani : le général Santerre
- 1914 : La Passion de Maurice Maître
- 1914 : Le Pardon des cloches de Félix Vanyll
- 1914 : Les Enfants d'Édouard de Henri Andréani : le roi Édouard V
- 1914 : Marie-Jeanne ou la Femme du peuple de Georges Denola : Bertrand
- 1914 : La Belle Limonadière d'Albert Capellani  : Hubert de Saint-Pol alias Vidocq
- 1915 : L'Union sacrée de Louis Feuillade : le contremaître
- 1915 : Celui qui reste de Louis Feuillade : Monsieur Berville
- 1915 : Le Collier de perles de Louis Feuillade
- 1915 : L'Escapade de Filoche de Louis Feuillade : Philémon
- 1915 : Le Sosie de Louis Feuillade
- 1915 : Les Noces d'argent de Louis Feuillade : Bélugue
- 1916 : Le Colonel Bontemps de Louis Feuillade : le colonel Bontemps
- 1920 : Une goutte de sang de Pierre Bressol et Étienne Michel : Willy
- 1922 : L'Arlésienne d'André Antoine : le patron Marc
- 1924 : Le Chemin de l'abîme d'Adrien Caillard : le père Lancelet
- 1925 : Madame Sans-Gêne de Léonce Perret : Berthier
- 1927 : Napoléon d'Abel Gance : Montesquieu
- 1927 : Éducation de prince de Henri Diamant-Berger
- 1928 : La Lueur dans les ténèbres de Maurice Charmeroy : M. de Maupuis
- 1929 : Le Secret du cargo / L'Énigme du cargo de Maurice Mariaud

Comme réalisateur
- 1911 : Pierrot mystifié, mimo-scène en couleur (220 m).